# Stéphane Peterhansel

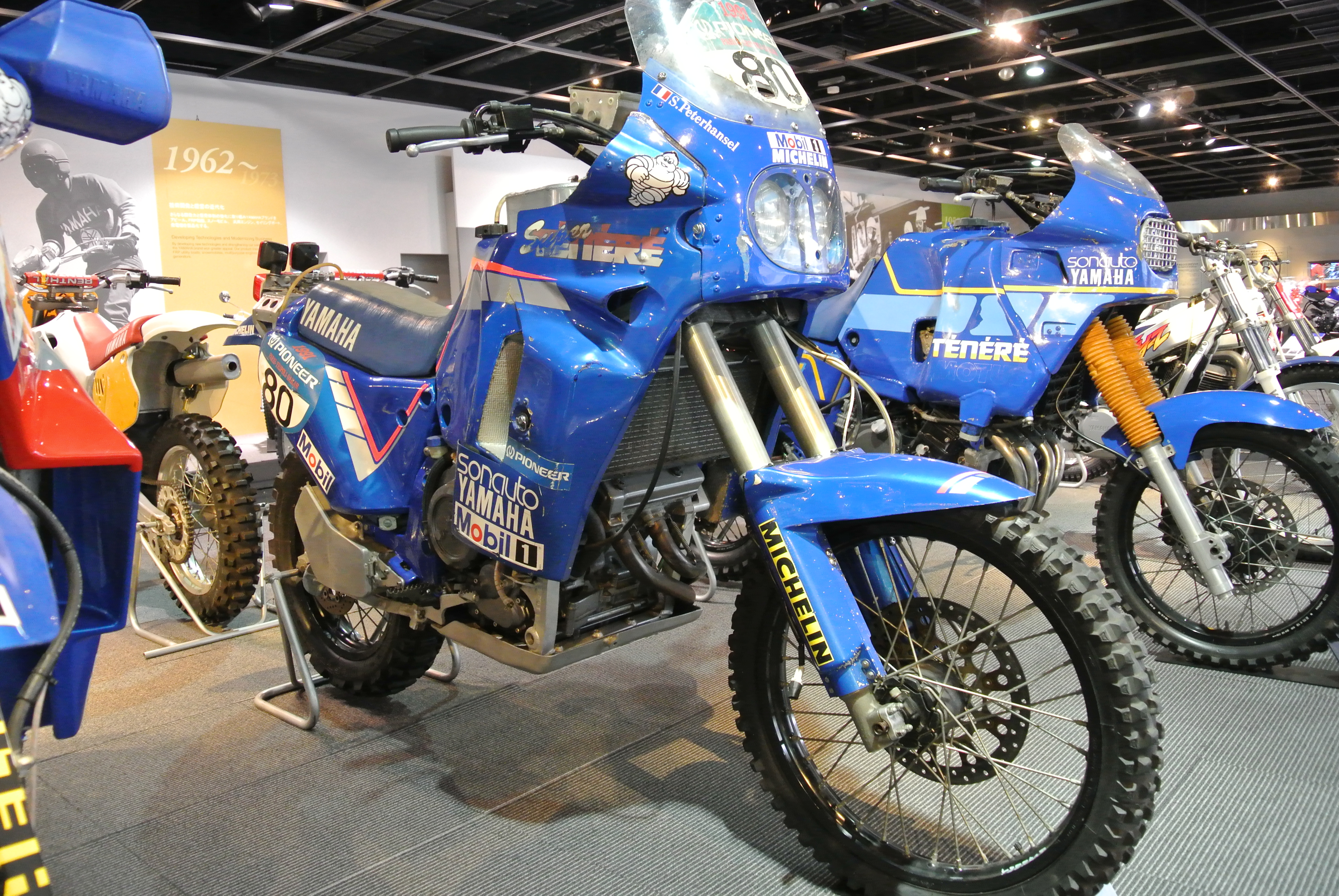
Yamaha con la que ganó por primera vez un Dakar.

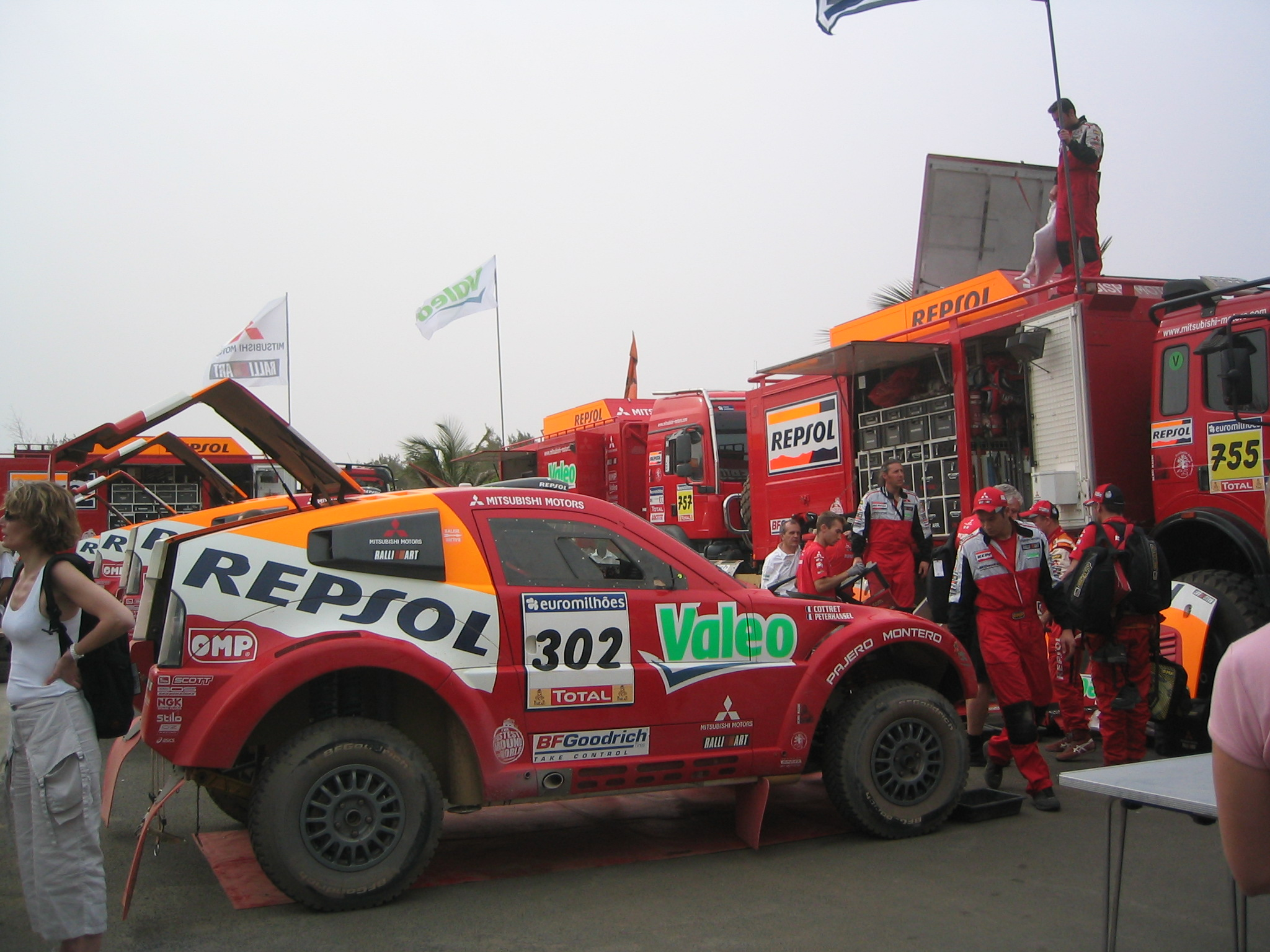
Mitsubishi Pajero con el cual ganó el Rally Dakar 2007.

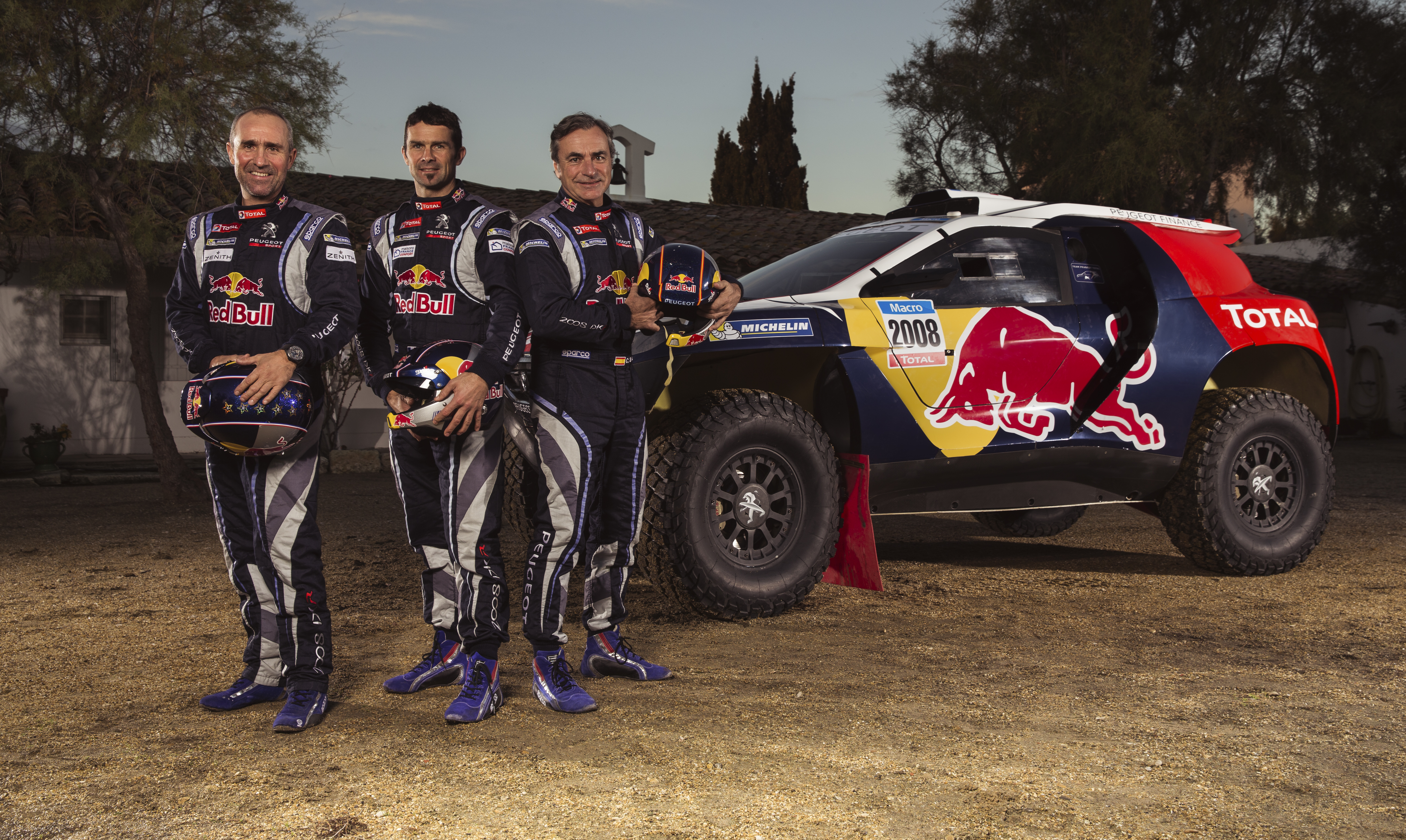
Equipo Peugeot de 2015.

Stéphane Peterhansel (Vesoul, Francia, 6 de agosto de 1965) es un piloto de rally raid y enduro francés. Es el piloto más laureado en la historia del Rally Dakar por sus catorce triunfos. Gracias a esto es apodado «Monsieur Dakar» (señor Dakar, en español).

## Carrera Deportiva
Es un piloto especialista en Rally raid, arrancó siendo menor de edad participó sus primeras carreras de enduro al registrarse de manera fraudulenta con la identidad de su padre, Jean-Pierre Peterhansel. 
Tras cumplir 18 años y conseguir la licencia conducir tendría sus primeras participaciones con podio en el Torneo de Chaboulange y el Campeonato de Francia de enduro representando a la escudería de Husqvarna.
En 1988 tuvo su debut en el Rally Dakar en la categoría Motos, ganando en la etapa 15, sin embargo ha estado profundamente afectado por el grave accidente de su compañero de equipo André Malherbe, que quedó tetrapléjico tras una caída. 
En 1990 se consagró campeón del Rally de Túnez en la categoría de motos y del Rally Raid de Marruecos en la categoría de motos, también logro victorias en la categoría de autos en los años de 2004, 2009 y 2010.
Logró seis victorias en categoría de motocicletas con Yamaha en 1991, 1992, 1993, 1995, 1997 y 1998, acumulando un total de 33 victorias de etapa.
En el Rally Dakar de 1997 logró su máxima cantidad de victorias de etapas con 7.
Luego pasó a competir en la categoría de automóviles, donde venció con Mitsubishi Motors en 2004, 2005 y 2007, con Peugeot en 2016 y 2017, y con MINI en 2012, 2013 y 2021.
Entre otros títulos, en 2019 se proclamó campeón de la Copa Mundial de Rally Cross-Country de la FIA y ganó el Abu Dhabi Desert Challenge en seis ocasiones.

## Resultados

### Rally Dakar
| Año     | Clase  | Vehículo   | Posición | Victorias en etapa |
| ------- | ------ | ---------- | -------- | ------------------ |
| 1988    | Motos  | Yamaha     | 18.º     | 1                  |
| 1989    | Motos  | Yamaha     | 4.º      | 6                  |
| 1990    | Motos  | Yamaha     | DSQ      | 1                  |
| 1991    | Motos  | Yamaha     | 1.º      | 1                  |
| 1992    | Motos  | Yamaha     | 1.º      | 4                  |
| 1993    | Motos  | Yamaha     | 1.º      | 3                  |
| 1995    | Motos  | Yamaha     | 1.º      | 4                  |
| 1996    | Motos  | Yamaha     | Ret.     | 3                  |
| 1997    | Motos  | Yamaha     | 1.º      | 7                  |
| 1998    | Motos  | Yamaha     | 1.º      | 3                  |
| 1999    | Coches | Nissan     | 7.º      | -                  |
| 2000    | Coches | Mega       | 2.º      | 2                  |
| 2001    | Coches | Nissan     | 12.º     | -                  |
| 2002    | Coches | Nissan     | Ret.     | 1                  |
| 2003    | Coches | Mitsubishi | 3.º      | 6                  |
| 2004    | Coches | Mitsubishi | 1.º      | 2                  |
| 2005    | Coches | Mitsubishi | 1.º      | 4                  |
| 2006    | Coches | Mitsubishi | 4.º      | 3                  |
| 2007    | Coches | Mitsubishi | 1.º      | -                  |
| 2009    | Coches | Mitsubishi | Ret.     | -                  |
| 2010    | Coches | BMW        | 4.º      | 4                  |
| 2011    | Coches | BMW        | 4.º      | 1                  |
| 2012    | Coches | MINI       | 1.º      | 3                  |
| 2013    | Coches | MINI       | 1.º      | 2                  |
| 2014    | Coches | MINI       | 2.º      | 4                  |
| 2015    | Coches | Peugeot    | 11.º     | -                  |
| 2016    | Coches | Peugeot    | 1.º      | 3                  |
| 2017    | Coches | Peugeot    | 1.º      | 3                  |
| 2018    | Coches | Peugeot    | 4.º      | 3                  |
| 2019    | Coches | MINI       | Ret.     | 2                  |
| 2020    | Coches | MINI       | 3.º      | 4                  |
| 2021    | Coches | MINI       | 1.º      | 1                  |
| 2022    | Coches | Audi       | 59.º     | 1                  |
| 2023    | Coches | Audi       | Ret.     | -                  |
| 2024    | Coches | Audi       | 30.º     | 1                  |
| Fuente: |        |            |          |                    |

## Títulos

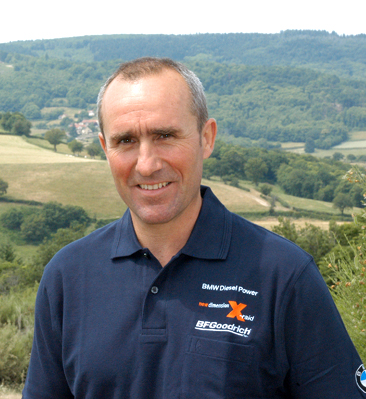
Peterhansel en 2009

| Año  | Título                                            | Vehículo                                                    |
| ---- | ------------------------------------------------- | ----------------------------------------------------------- |
| 1990 | Vencedor del Rally Raid de Marruecos              | Yamaha YZE 750                                              |
| 1990 | Vencedor del Rally de Túnez                       | Yamaha YZE 750                                              |
| 1991 | Vencedor del Rally Dakar                          | Yamaha YZE 750                                              |
| 1992 | Vencedor del Rally Dakar                          | Yamaha YZE 850T                                             |
| 1993 | Vencedor del Rally Dakar                          | Yamaha YZE 850T                                             |
| 1994 | Vencedor del Rally de Túnez                       | Yamaha YZE 850T                                             |
| 1995 | Vencedor del Rally Dakar                          | Yamaha YZE 850T                                             |
| 1997 | Vencedor del Rally Dakar                          | Yamaha YZE 850T                                             |
| 1998 | Vencedor del Rally Dakar                          | Yamaha YZE 850T                                             |
| 2002 | Vencedor del Rally de Túnez                       | Mitsubishi Pajero Evolution                                 |
| 2004 | Vencedor del Rally Dakar                          | Mitsubishi Pajero Evolution                                 |
| 2004 | Vencedor del Rally Raid de Marruecos              | Mitsubishi Pajero Evolution                                 |
| 2004 | Vencedor del Rally de Túnez                       | Mitsubishi Pajero Evolution                                 |
| 2005 | Vencedor del Rally Dakar                          | Mitsubishi Pajero Evolution                                 |
| 2006 | Vencedor del Rally de Túnez                       | Mitsubishi Pajero Evolution                                 |
| 2007 | Vencedor del Rally Dakar                          | Mitsubishi Pajero Evolution                                 |
| 2009 | Vencedor del Rally Raid de Marruecos              | BMW X3                                                      |
| 2010 | Vencedor del Rally Raid de Marruecos              | BMW X3                                                      |
| 2012 | Vencedor del Rally Dakar                          | MINI ALL4 Racing                                            |
| 2013 | Vencedor del Rally Dakar                          | MINI ALL4 Racing                                            |
| 2016 | Vencedor del Rally Dakar                          | Peugeot 2008 DKR                                            |
| 2017 | Vencedor del Rally Dakar                          | Peugeot 3008 DKR Maxi                                       |
| 2019 | Campeón de la Copa Mundial de Rally Cross-Country | MINI John Cooper Works Rally y MINI John Cooper Works Buggy |
| 2021 | Vencedor del Rally Dakar                          | MINI John Cooper Works Buggy                                |

### Otros
- Vencedor del Rally del Atlas en 1990.
- Vencedor del Rally París-Moscú-Pekín en 1993.
- Ganador del Abu Dhabi Desert Challenge (1996, 2002, 2003, 2005, 2007 y 2019)
- Vencedor del PAX Rally 2008.
- Vencedor de la Baja España-Aragón en 2007 y 2010.
- Campeón francés de enduro en 11 oportunidades y del mundo (1997, 2001).
- Campeón del Rally Nacional de la Luronne en 1998.[6]